# Železniční trať Velký Osek – Choceň
Železniční trať Velký Osek – Choceň (v jízdním řádu pro cestující označená v úseku Velký Osek – Hradec Králové číslem 020, v úseku Hradec Králové – Týniště nad Orlicí jako součást tratě 021 a v úseku Týniště nad Orlicí – Choceň jako součást tratě 026) je jednokolejná elektrizovaná trať, část celostátní dráhy. Trať vede z Velkého Oseka přes Chlumec nad Cidlinou, Hradec Králové, Týniště nad Orlicí a Borohrádek do Chocně. Trať byla postupně zprovozňována v průběhu let 1870 až 1875. v roce 1940 byla dokončena Kanínská spojka ve Velkém Oseku a v roce 1965 byla provedena elektrizace tratě.
Na trati se nacházejí hlásky Petrovice nad Orlicí a Blešno. Tedy dvě poslední hlásky na síti Správy železnic. Ukončení jejich provozu se předpokládá s modernizací trati v letech 2025-2027.[zdroj?]

## Historie
Úsek Velký Osek – Chlumec nad Cidlinou
List povolení Františka Josefa Prvního ze dne 8. září 1868 daný ku stavbě a užívání železnice lokomotivní nazvané „Rakouské železnice severozápadní“ kteráž půjde (kromě jiných drah) z příhodného místa železnice Kolínsko-Mladoboleslavské do Trutnova. Koncesionáři zavazují se, že počnou stavěti v šesti měsících a dokonají stavbu i zavedou veřejnou jízdu po ní ve čtyřech létech.
Dráhu vlastnila a provozovala společnost Rakouská severozápadní dráha od prosince 1870 až do svého zestátnění 1. 1. 1908.
Úsek Chlumec nad Cidlinou – Hradec Králové – Týniště nad Orlicí
List povolení Františka Josefa Prvního ze dne 25. června 1870 udělil koncesionářům právo ke stavbě a užívání železnice lokomotivní od některého místa trati z Dolní Lipky do Ústí nad Orlicí k příhodnému místu rakouské severozápadní železnice u Chlumce.
Dráhu vlastnila a provozovala společnost Rakouská severozápadní dráha od ledna 1874 až do svého zestátnění 1. 1. 1908.
Úsek Týniště nad Orlicí – Choceň
List povolení Františka Josefa Prvního ze dne 14. září 1872 udělil společnosti c. k. priv. Rakouské železnice státní právo ke stavbě a užívání lokomotivní železnice z Chocně do Neusorge. Společnost zavazuje se, že povolenou železnice počne v šesti měsících ode dne povolení počítajíc stavěti, že celou železnici ve třech dalších létech postaví a veřejnou jízdu po ní zavede.
Dráhu vlastnila a provozovala Rakouská společnost státní dráhy od července 1875 až do svého zestátnění 1. 1. 1908.

### Stanice
V roce 1900 byly podle tehdejšího jízdního řádu v provozu tyto stanice:
Velký Osek, Libňoves, Žiželice, Chlumec, Dobřenice-Syr., Praskačka, Kr. Hradec, Slezské Předm., Třebechovice, Týniště, Albrechtice-Žďár, Borohrádek, Čermná-Jelení, Plchovky, Oujezd, Choceň

## Provoz na trati
| období jízdního řádu                                                                 | číslo tratě a celkový rozsah tratě                                 | počet vlaků (v části tratě) |
| ------------------------------------------------------------------------------------ | ------------------------------------------------------------------ | --- |
| 1900                                                                                 | 54 Praha – Mittelwalde                                             | 1 R + 6 Os Velký Osek – Kr. Hradec, 4 Os Kr. Hradec – Týniště |
| 1900                                                                                 | 11 Choceň – Meziměstí                                              | 4 Os |
| 1921 léto                                                                            | 144 Praha Denisovo nádr. – Hradec Králové – Hanušovice             | 2 R + 7 Os Velký Osek – Hradec Králové, 8 Os + 2 M Hradec Králové – Týniště n. Orl. |
| 1921 léto                                                                            | 11 Choceň – Meziměstí                                              | 5 Os Choceň – Borohrádek, 8 Os Borohrádek – Týniště n. Orl. |
| 1928/29 zima                                                                         | 145 Praha – Hradec Králové – Hanušovice                            | 3 R + 6 Os Velký Osek – Hradec Králové, 2 R + 7 Os Hradec Králové – Týniště n. Orl. |
| 1928/29 zima                                                                         | 151 Choceň – Meziměstí – Mittelsteine                              | 7 Os Choceň – Týniště n. Orl. |
| 1937/38 zima                                                                         | 126 Praha – Poděbrady lázně – Hradec Králové –Hanušovice           | 3 R + 8 Os Velký Osek – Chlumec n. Cidl., 3 R + 10 Os Chlumec n. Cidl. – Hradec Králové, 2 R + 12 Os Hradec Králové – Týniště n. Orl.                                                  |
| 1937/38 zima                                                                         | 131 Choceň – Meziměstí – Mittelsteine                              | 9 Os Choceň – Týniště n. Orl. |
| 1944/45                                                                              | 502 (Praha) – Velký Osek – Hradec Králové – Lichtenau              | 2 R + 8 Os Velký Osek – Chlumec n. Cidl., 2 R + 10 Os Chlumec n. Cidl. – Hradec Králové, 1 R + 8 Os Hradec Králové – Týniště n. Orl.                                                   |
| 1944/45                                                                              | 502a Choceň – Náchod – Wekelsdorf                                  | 6 Os Choceň – Týniště n. Orl. |
| 1945/46                                                                              | 2 (Praha) – Velký Osek – Hradec Králové – Hanušovice               | 3 R + 8 Os Velký Osek – Chlumec n. Cidlinou, 3 R + 9 Os Chlumec n. Cidlinou – Hradec Králové, 2 R + 8 Os Hradec Králové – Týniště n. Orlicí                                            |
| 1945/46                                                                              | 2h Choceň – Meziměstí – Střední Stěnava                            | 7 Os Choceň – Týniště n. Orl. |
| 1959/60                                                                              | 2 (Praha) – Velký Osek – Hradec Králové – Hanušovice/Miedzylesie   | 3 R + 8 Os Velký Osek – Chlumec nad Cidlinou, 3 R + 9 Os Chlumec n. Cidlinou – Hradec Králové, 3 R + 10 Os Hradec Králové – Týniště n. Orlicí                                          |
| 1959/60                                                                              | 2h Choceň – Meziměstí – Otovice kostel                             | 15 Os Borohrádek – Týniště n. Orlicí, 12 Os Choceň – Borohrádek |
| 1988/89                                                                              | 020 (Praha) – Velký Osek – Hradec Králové – Hanušovice/Miedzylesie | 4 R + 10 Os Velký Osek – Chlumec nad Cidlinou, 4 R + 11 Os Chlumec n. Cidlinou – Hradec Králové, 3 R + 13 Os Hradec Králové – Týniště n. Orlicí                                        |
| 1988/89                                                                              | 026 Choceň – Meziměstí – Otovice zastávka                          | 12 Os |
| 2002/03                                                                              | 020 (Praha -) Osek – Hradec Králové – Týniště n. Orlicí – Choceň   | 9 R + 7 Os Velký Osek – Chlumec nad Cidlinou, 9 R + 12 Os Chlumec n. Cidlinou – Hradec Králové, 3 R + 17 Os Hradec Králové – Týniště n. Orlicí, 1 R + 13 Os Týniště n. Orlicí – Choceň |
| 2013/14                                                                              | 020 (Praha -) Osek – Hradec Králové – Týniště n. Orlicí – Choceň   | 16 R + 7 Os Velký Osek – Chlumec nad Cidlinou, 16 R + 13 Os Chlumec n. Cidlinou – Hradec Králové, 1 R + 23 Os Hradec Králové – Týniště n. Orlicí, 14 Os Týniště n. Orlicí – Choceň     |
| Vysvětlivky R – rychlík nebo expres, Os – osobní nebo spěšný vlak, M – motorový vlak |                                                                    | |

## Budoucnost

### Úsek Choceň – Týniště nad Orlicí
Modernizace by měla proběhnout v letech 2027-2030. Náplní stavby bude především zdvojkolejnění a zvýšení rychlosti až na 140 km/h. Stanice Újezd u Chocně bude nahrazena odbočkou tvořenou dvěma kolejovými spojkami.[zdroj?]

### Stanice Týniště nad Orlicí
Modernizace se týká kolejiště, nástupiště byla zmodernizována v roce 2015. Stavba by měla proběhnout v letech 2025-2027.[zdroj?]

### Týniště n. O. – Hradec Králové
Modernizace proběhne v letech 2026-2028. Trať bude zdvojkolejněna a rychlost zvýšena na 160 km/h.[zdroj?]

### Hradec Králové – Chlumec nad Cidlinou
Modernizace by měla proběhnout v letech 2027-2030. Trať bude zdvojkolejněna a rychlost zvýšena na 160 km/h. Bude také rekonstruována trakční napájecí stanice Káranice pro budoucí změnu napájecí soustavy na střídavou 25 kV, 50 Hz.[zdroj?]

### Chlumec n. C. – odb. Kanín
Modernizace by měla proběhnout v letech 2027-2030. Trať bude zdvojkolejněna a rychlost zvýšena na 160 km/h s lokálními omezeními (například úsek kolem Převýšova). V některých místech bude trať přeložena do nové stopy. Stanice Choťovice bude zrušena a nahrazena kolejovými spojkami. Ve stanici Chlumec n. C. dojde ke stavbě 2 ostrovních nástupišť.[zdroj?]
V letech 2032-2038 by také měla proběhnout modernizace tratě Praha – Lysá nad Labem – Kolín v úseku Nymburk - Kolín, součástí této modernizace bude výstavba Libické spojky, díky které budou moci jezdit vlaky Praha – Hradec Králové mimo Velký Osek. Zabezpečovací zařízení bude řízeno dálkově z CDP Praha.[zdroj?]

## Navazující tratě
- Velký Osek
  - Trať 231 Kolín – Velký Osek – Nymburk hl. n. – Lysá nad Labem – Čelákovice – Praha
- Chlumec nad Cidlinou
  - Trať 040 Chlumec n. C. – Ostroměř – Stará Paka – Martinice v Krkonoších – Kunčice nad Labem – Trutnov hl. n.
  - Trať 062 Chlumec n. C. – Křinec
- Hradec Králové hlavní nádraží
  - Trať 031 Pardubice hl. n. – Hradec Králové hl. n. – Smiřice – Jaroměř (- Liberec)
  - Trať 041 Hradec Králové hl. n. – Ostroměř – Jičín – Libuň – Turnov
- Týniště nad Orlicí
  - Trať 021 Týniště nad Orlicí – Častolovice – Doudleby nad Orlicí – Letohrad
  - Trať 026 Týniště nad Orlicí – Opočno – Náchod – Teplice nad Metují – Meziměstí – Mieroszów (PKP) / Broumov (- Otovice zastávka)
- Borohrádek
  - Trať 016 Chrudim–Moravany–Borohrádek
- Choceň
  - Trať 010 Česká Třebová – Ústí nad Orlicí – Choceň – Pardubice hl. n. – Přelouč – Kolín (- Praha)
  - Trať 018 Choceň–Litomyšl

## Stanice a zastávky

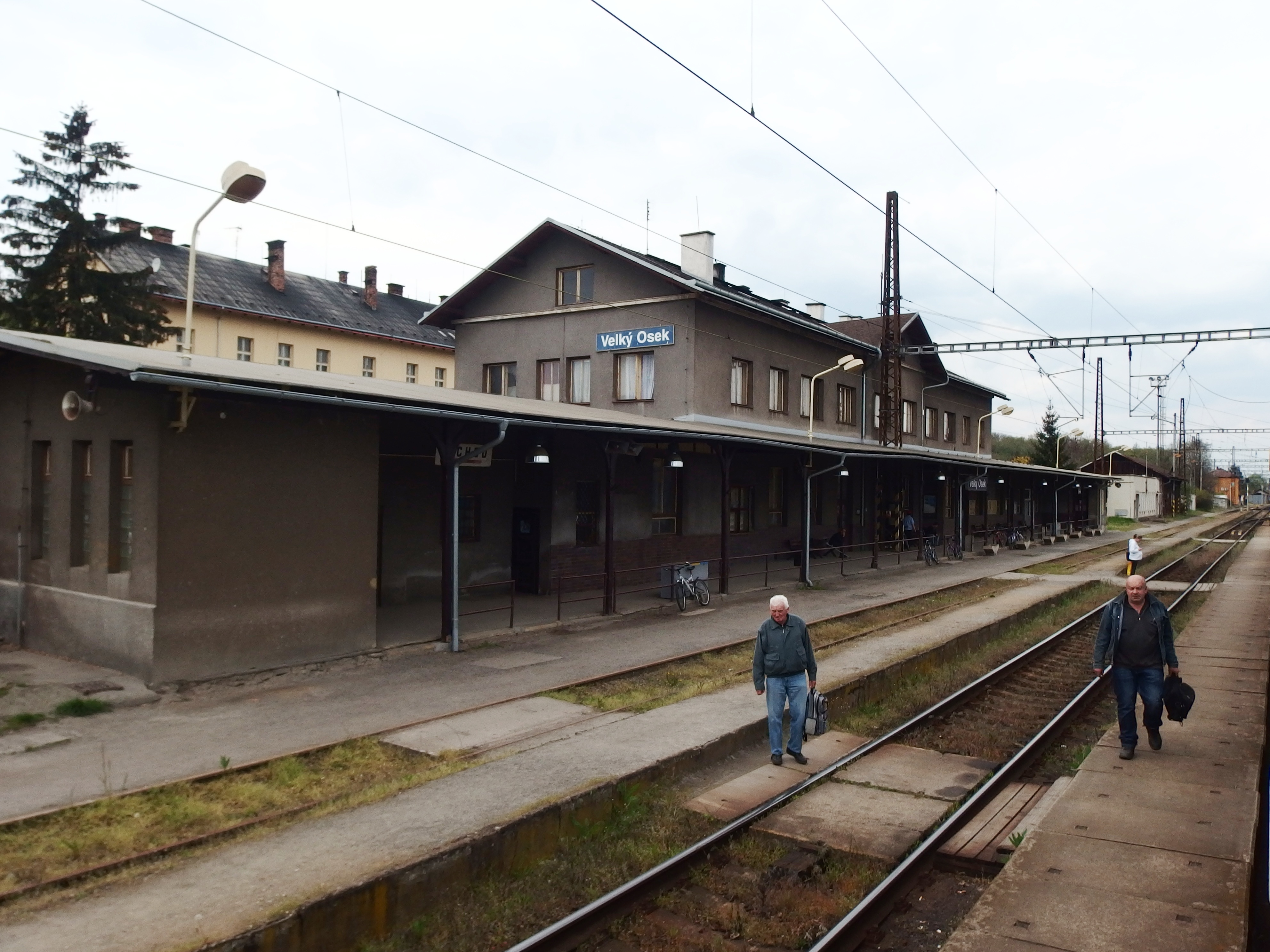
Velký Osek
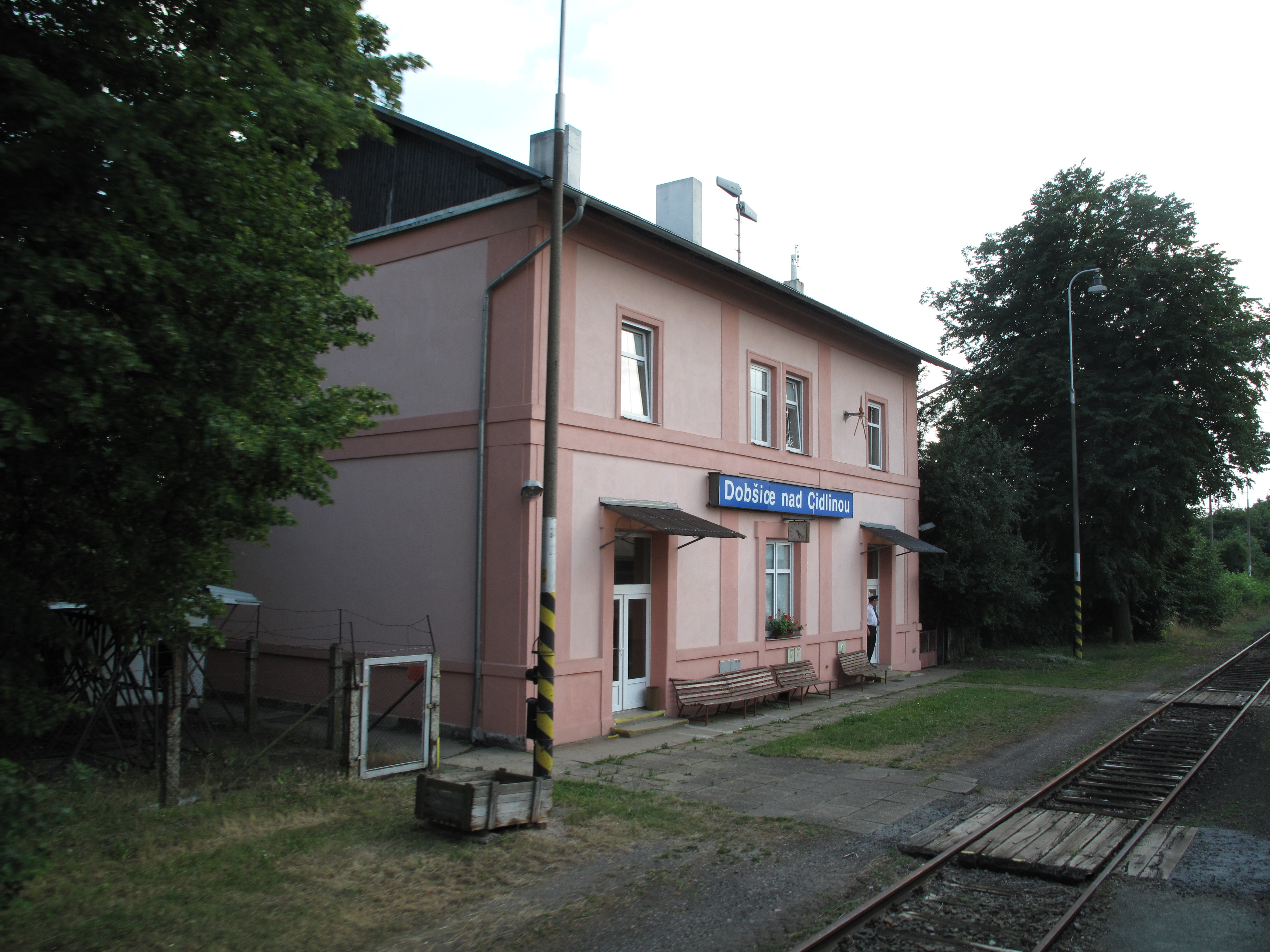
Dobšice nad Cidlinou
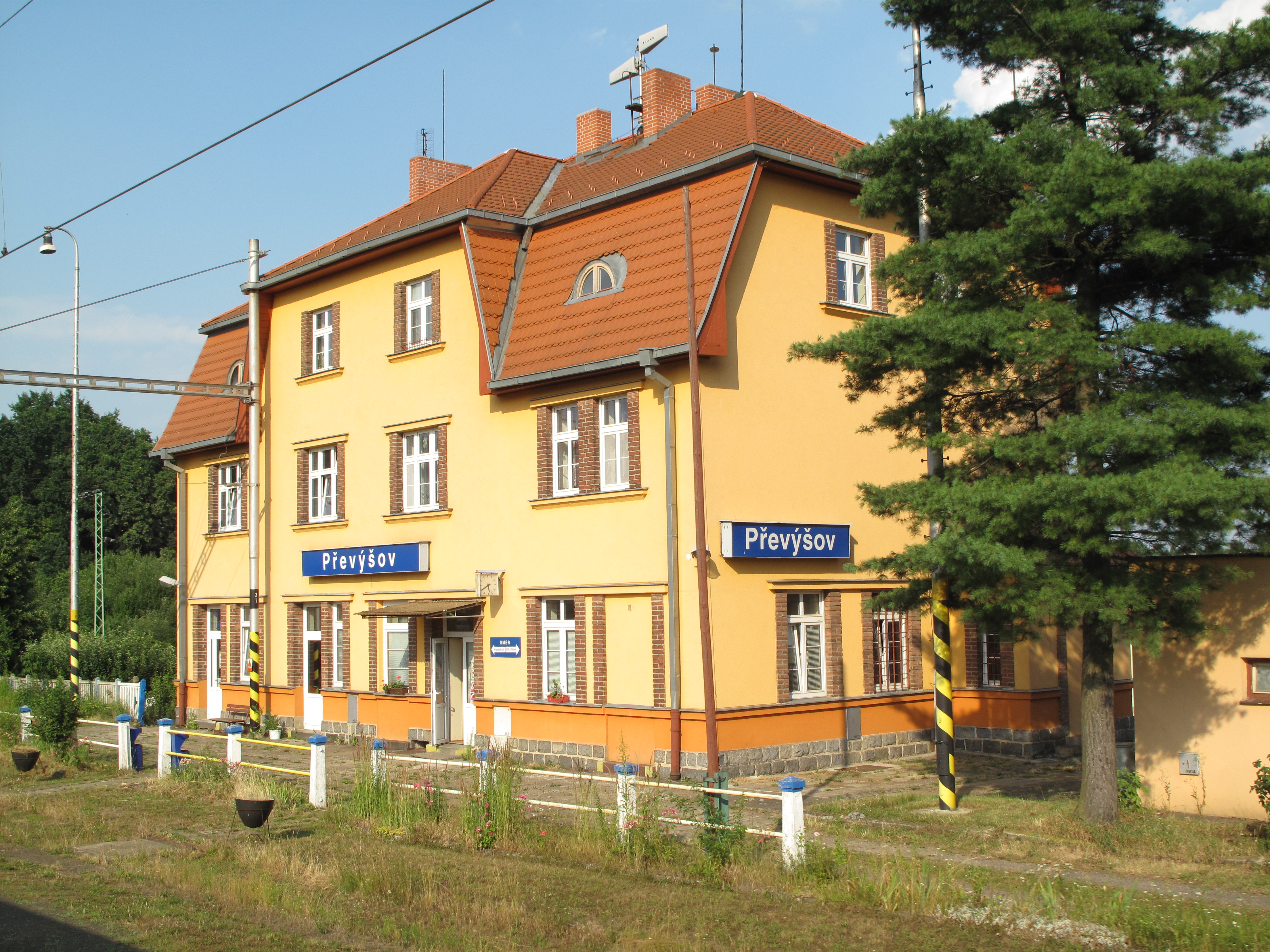
Převýšov
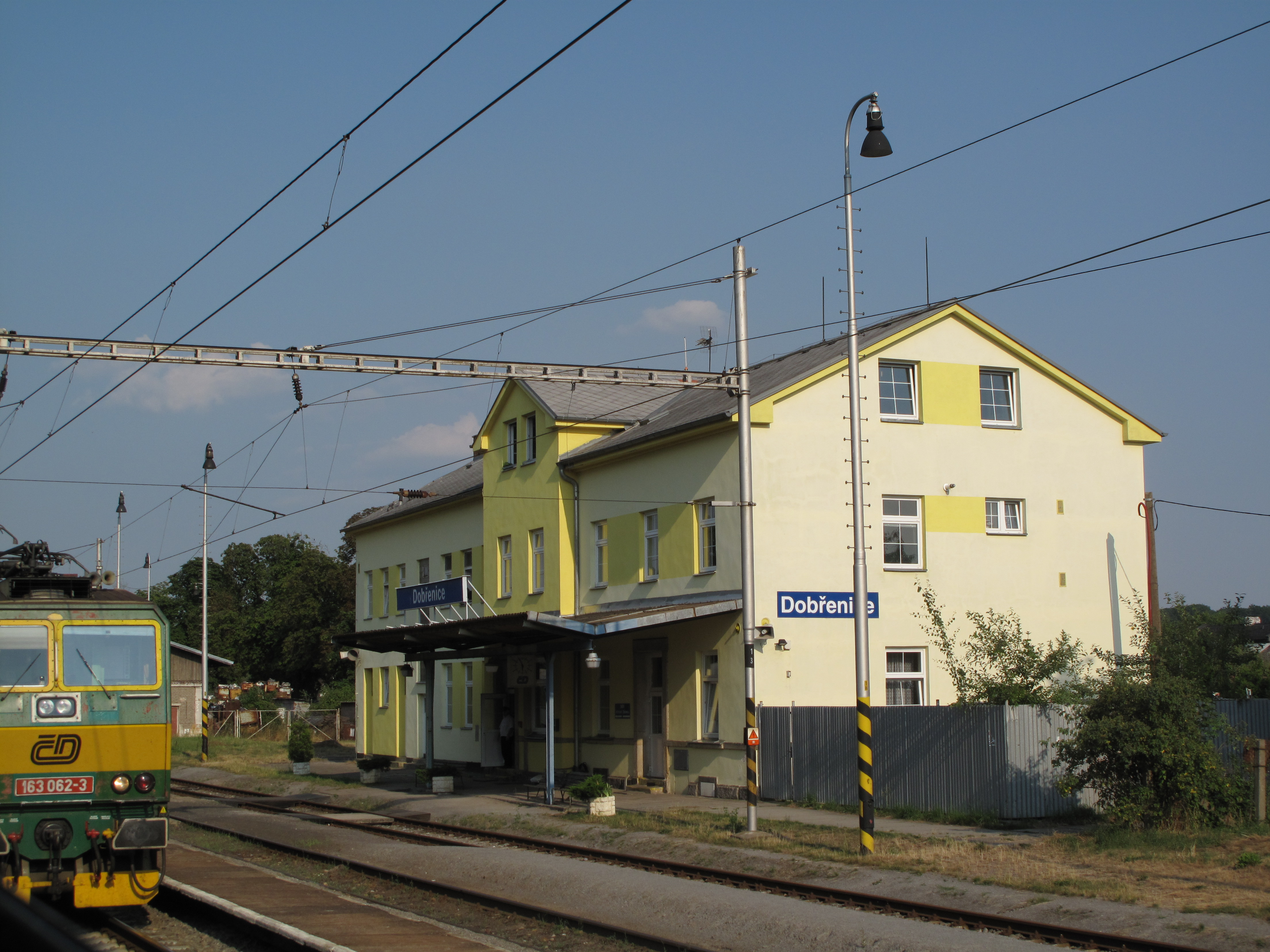
Dobřenice
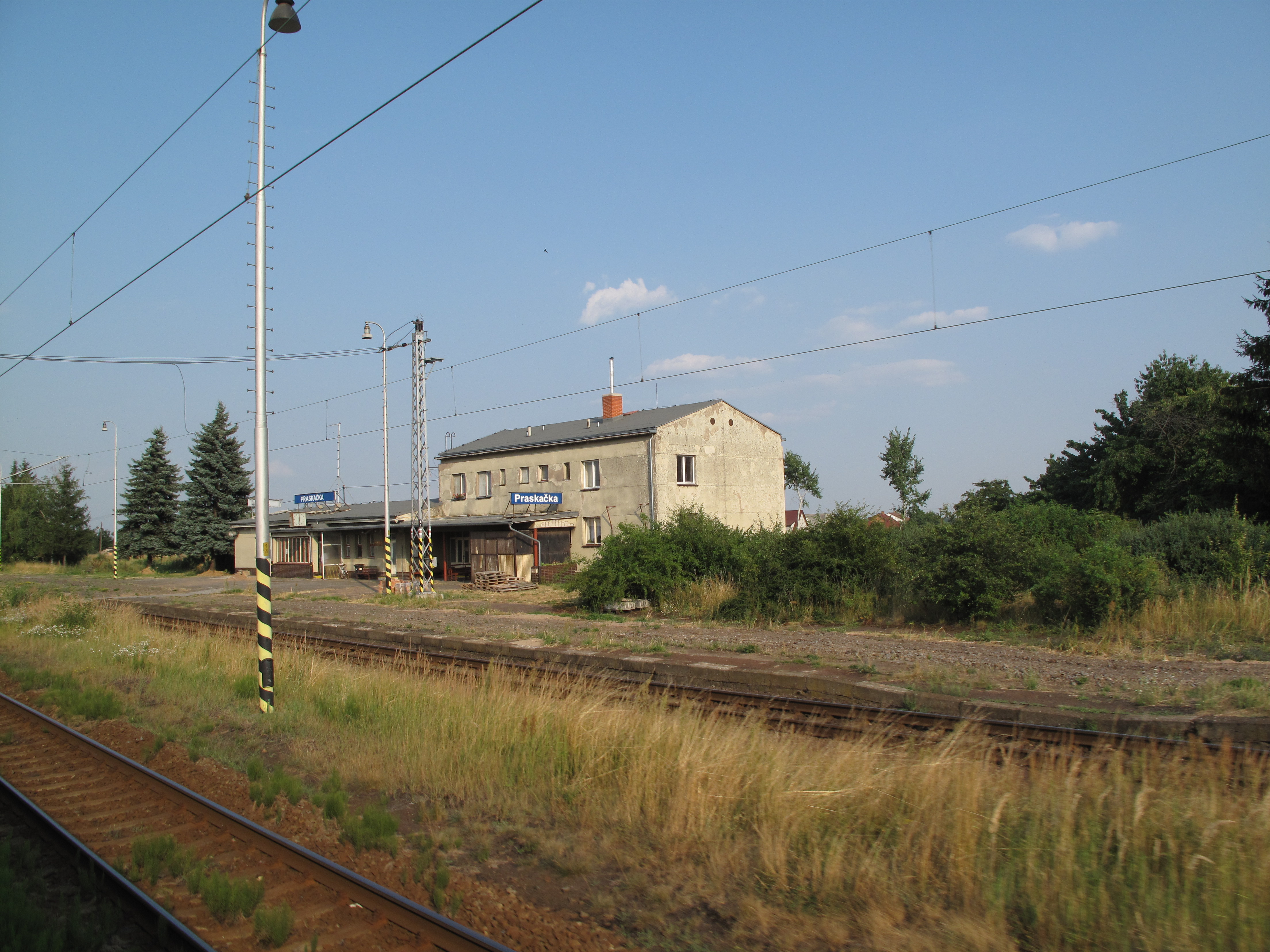
Praskačka
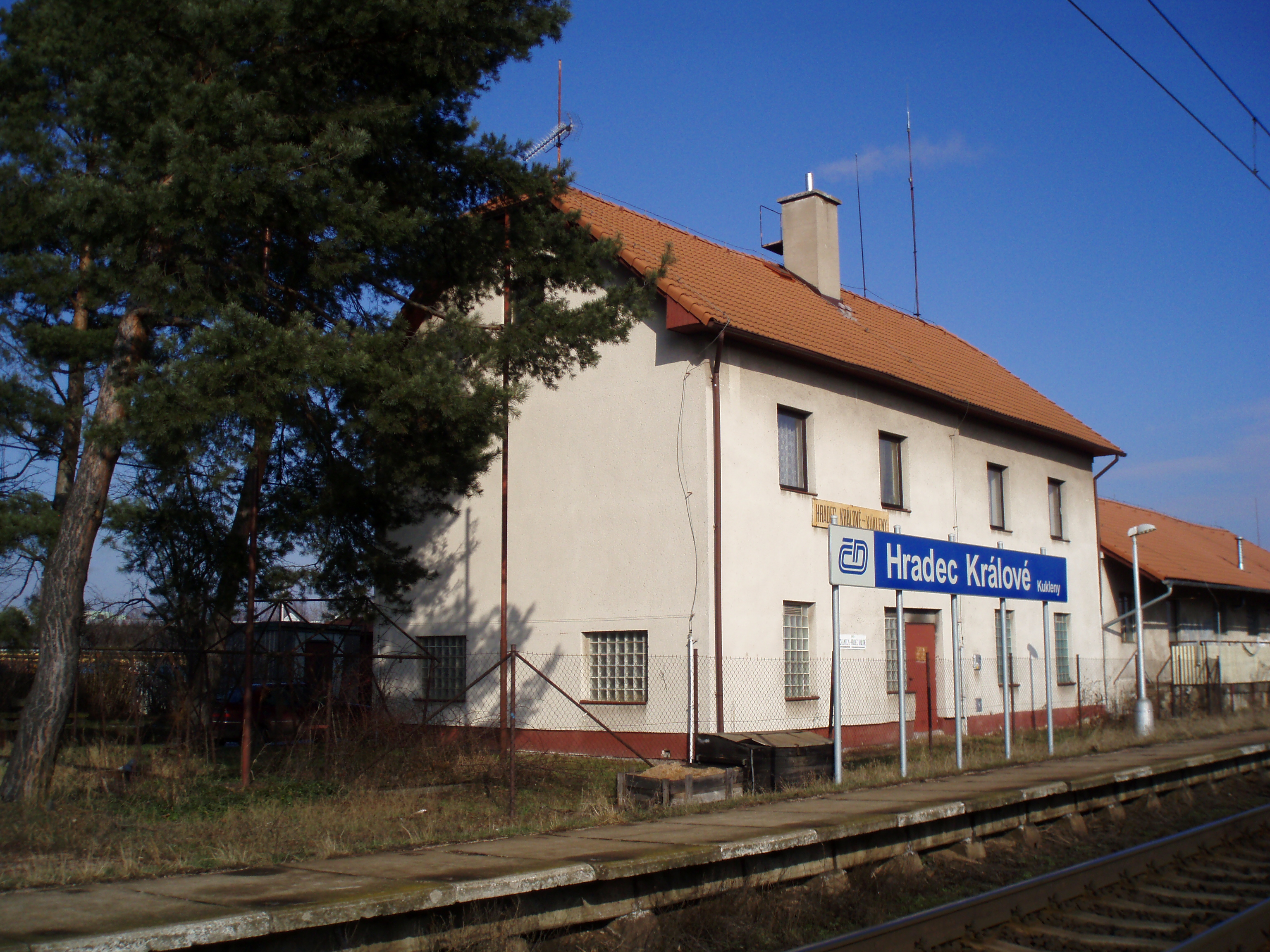
Hradec Králové-Kukleny
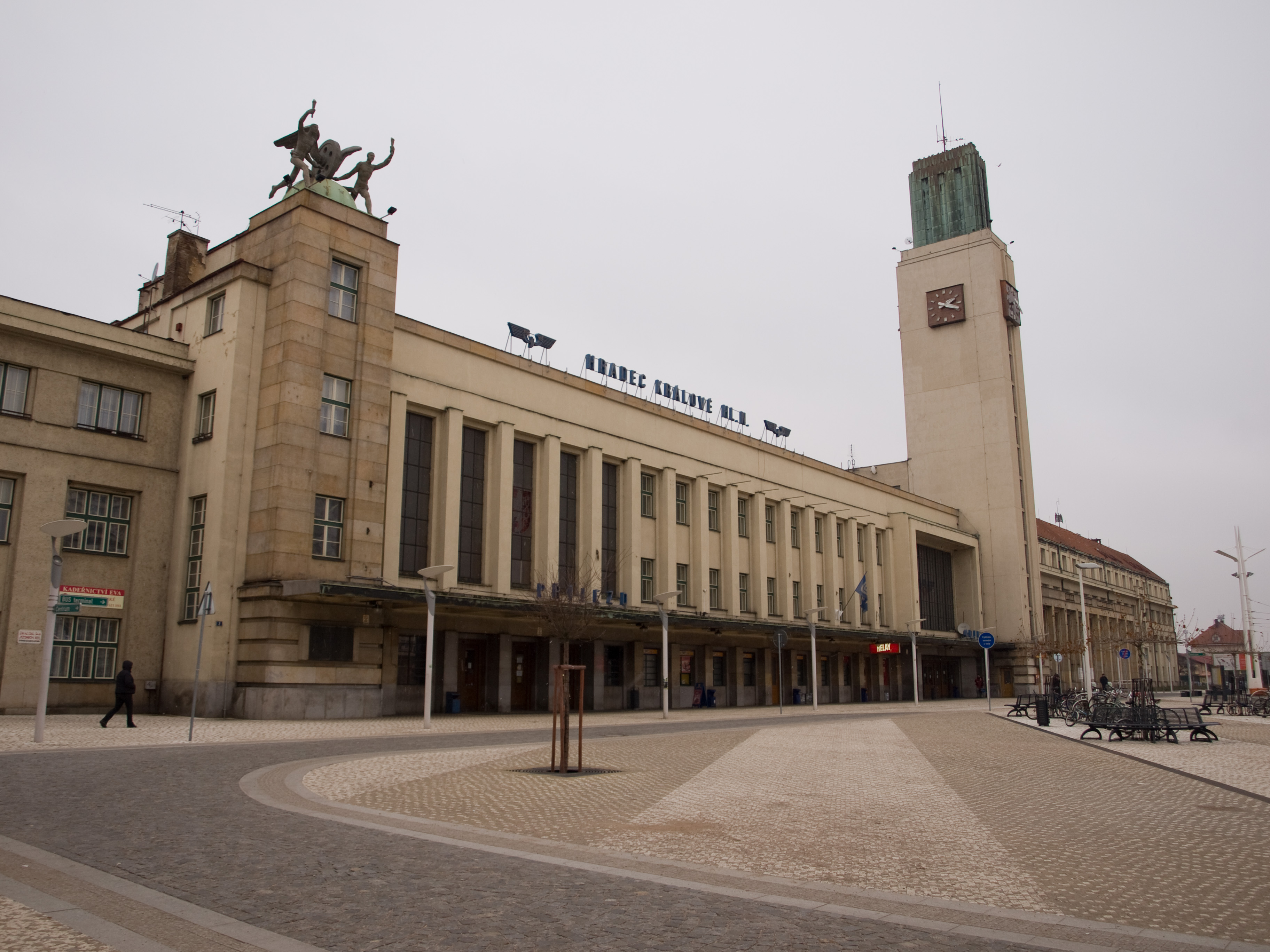
Hradec Králové hl.n.
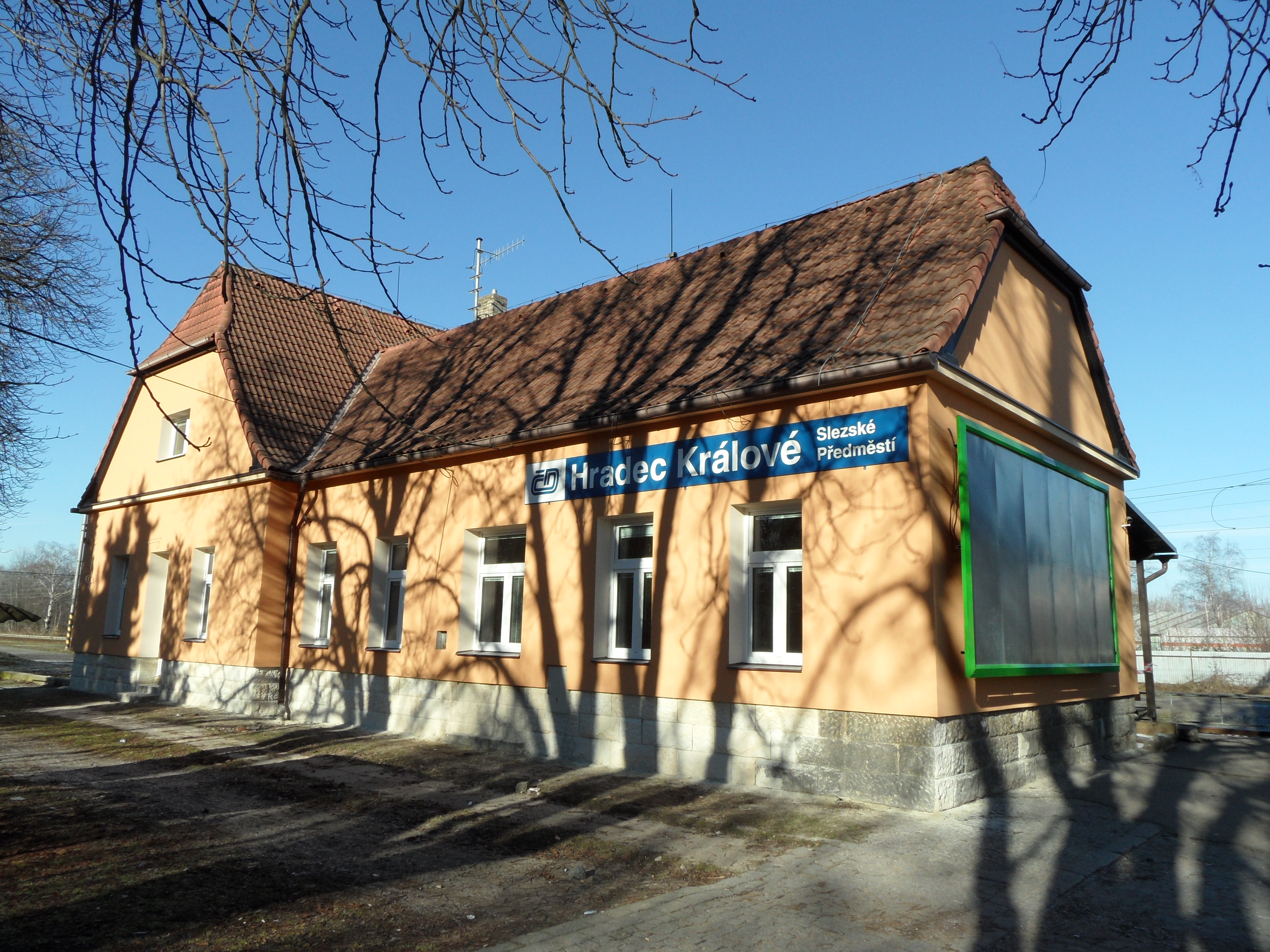
Hradec Králové Slezské Předměstí
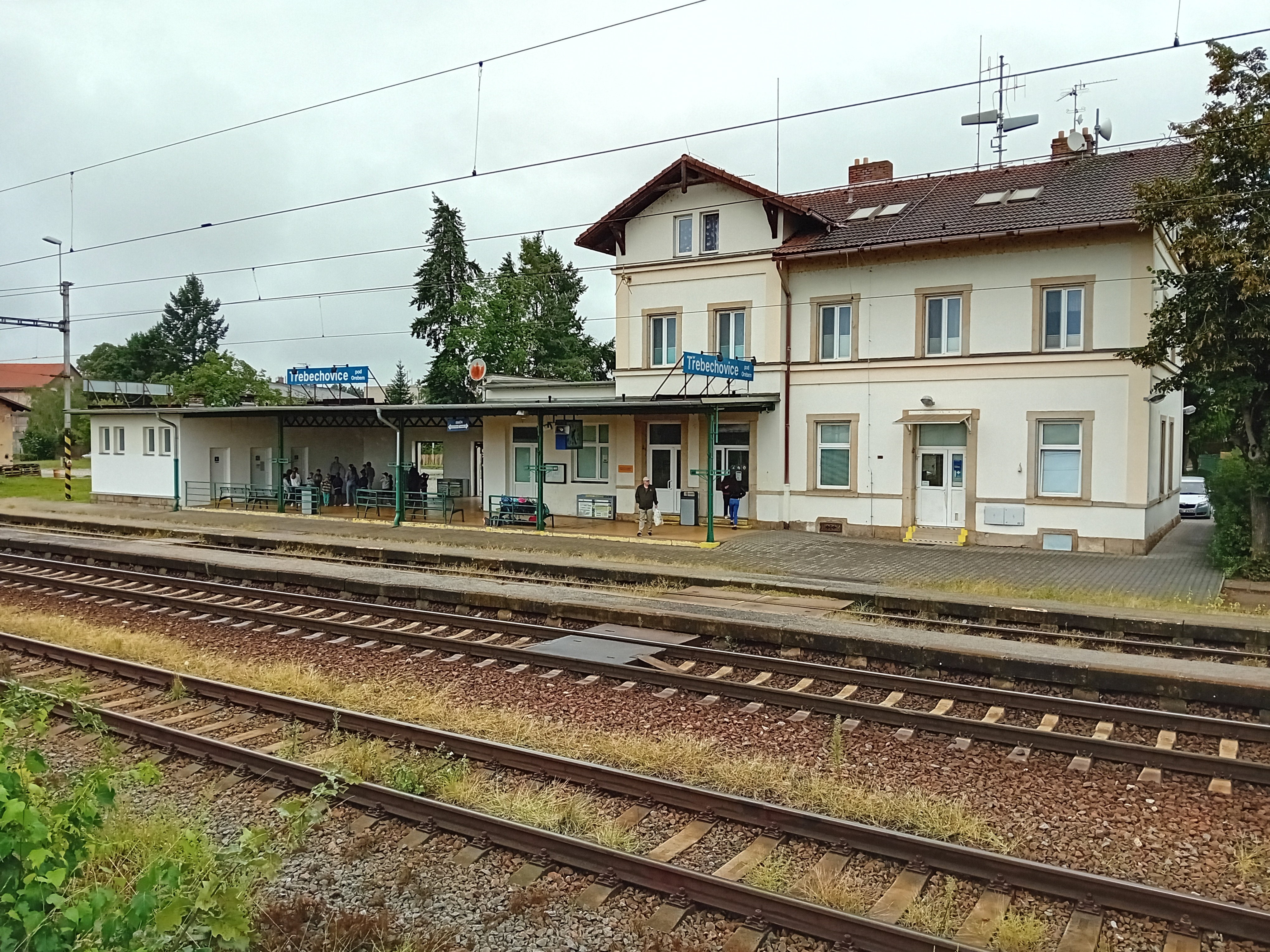
Třebechovice pod Orebem
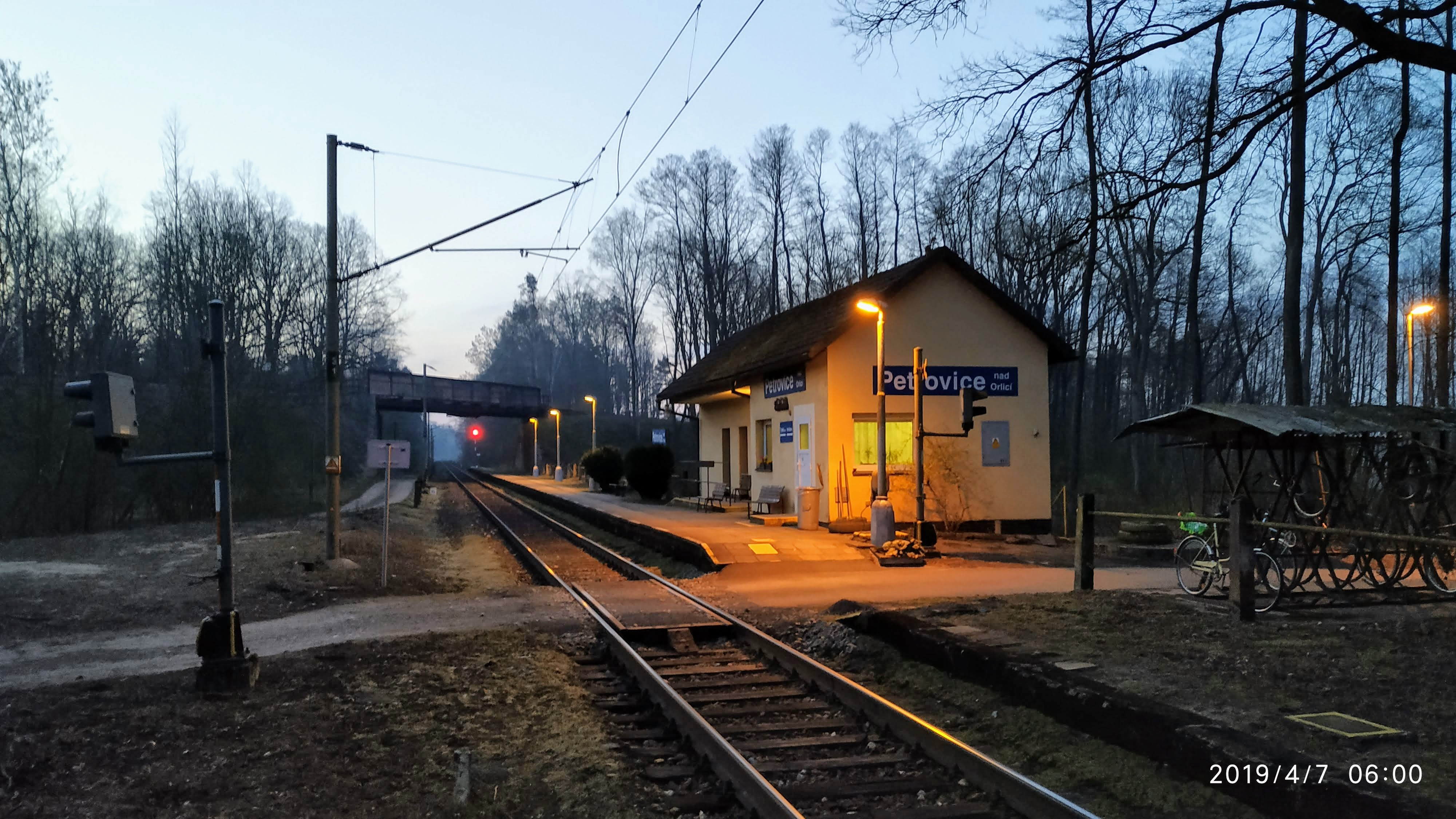
Petrovice nad Orlicí
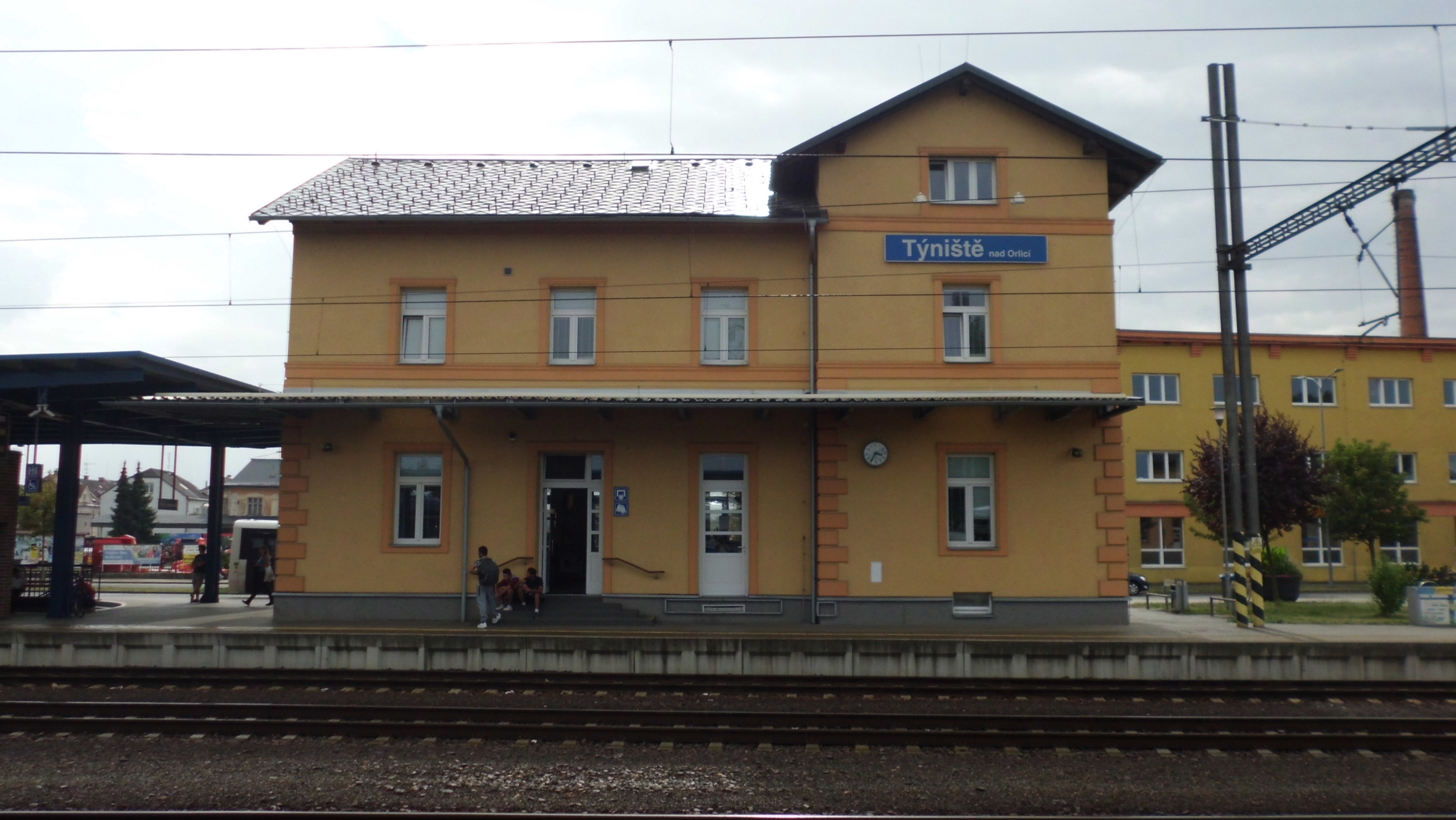
Týniště nad Orlicí
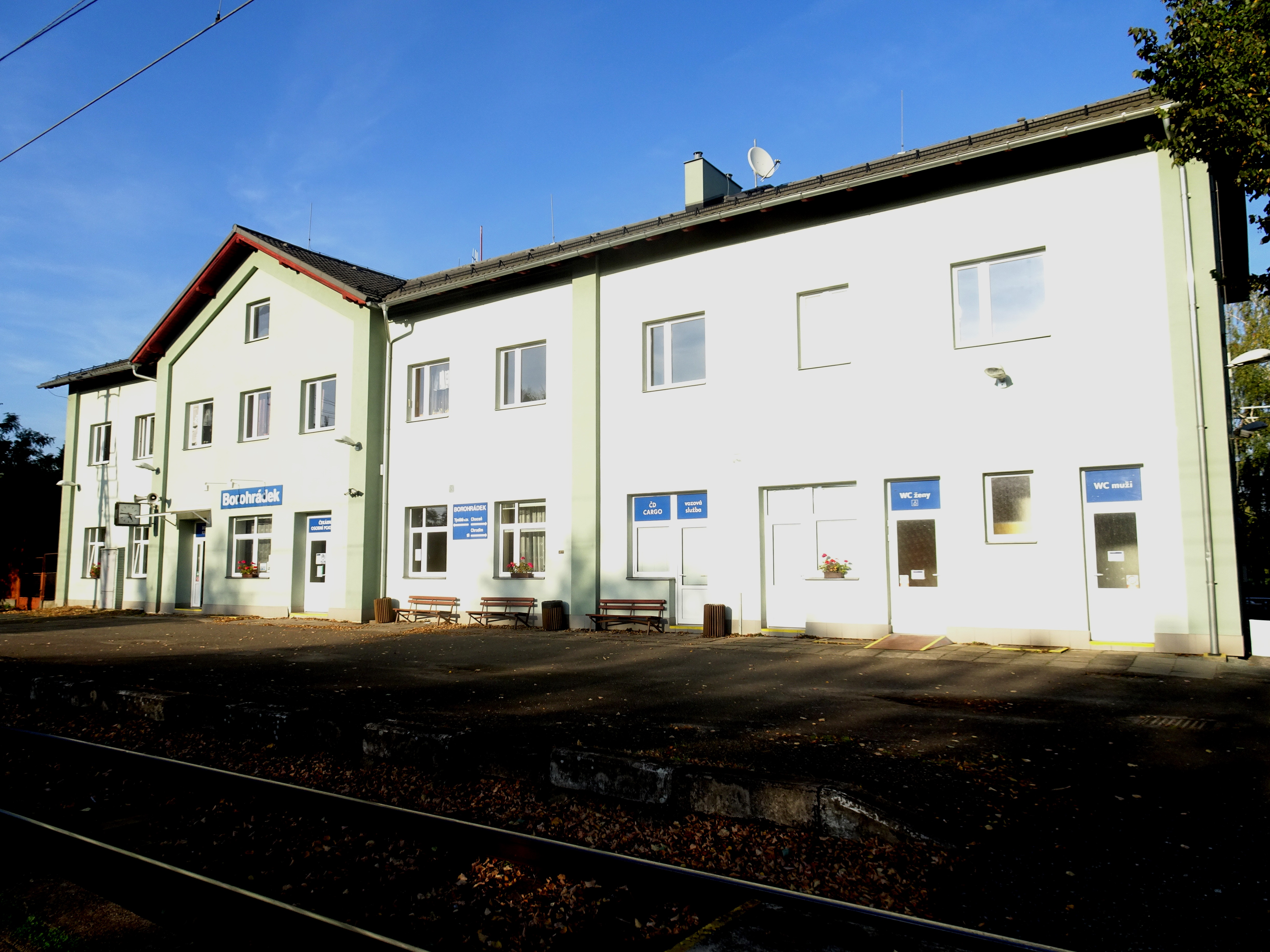
Borohrádek
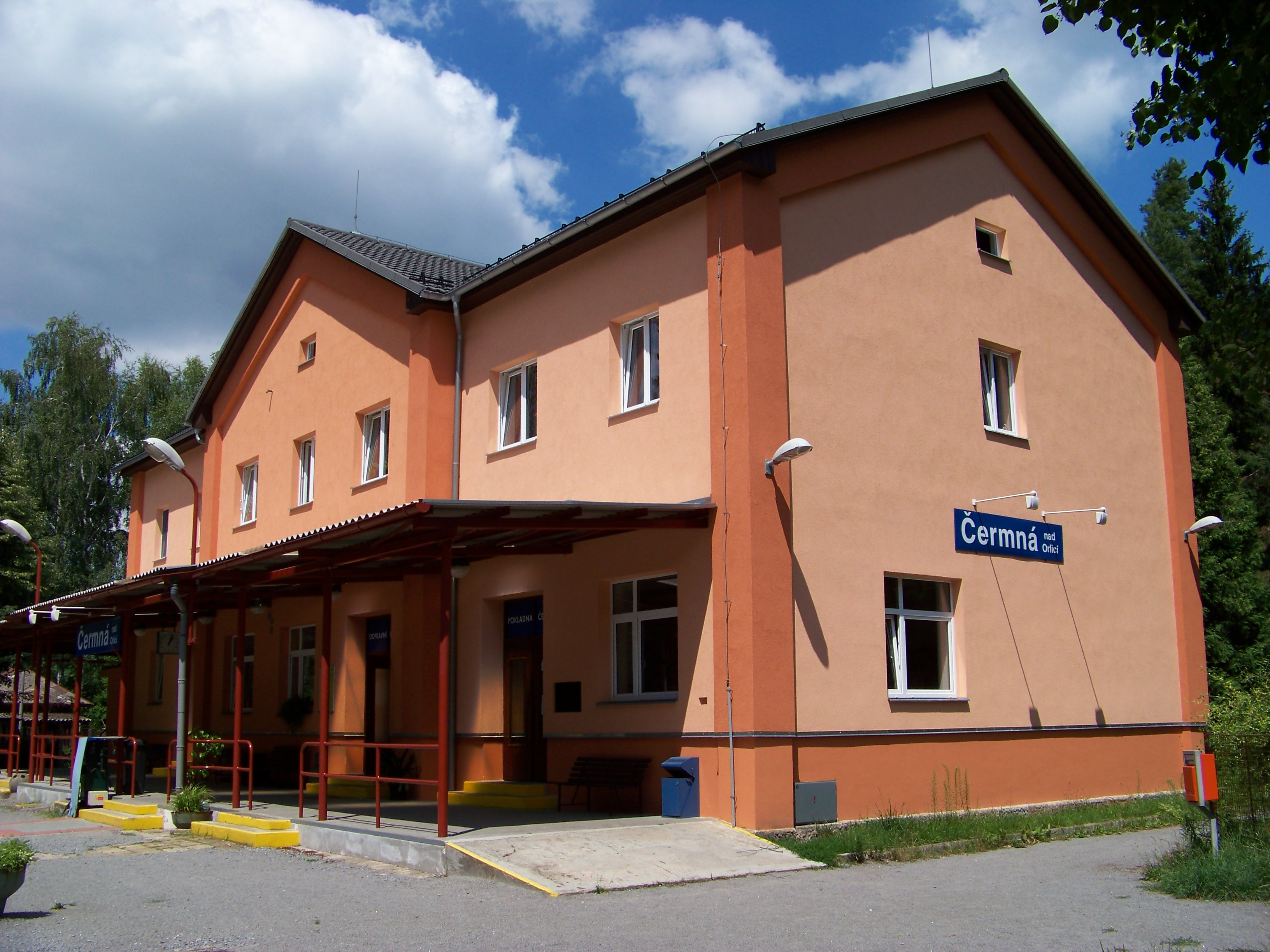
Čermná nad Orlicí
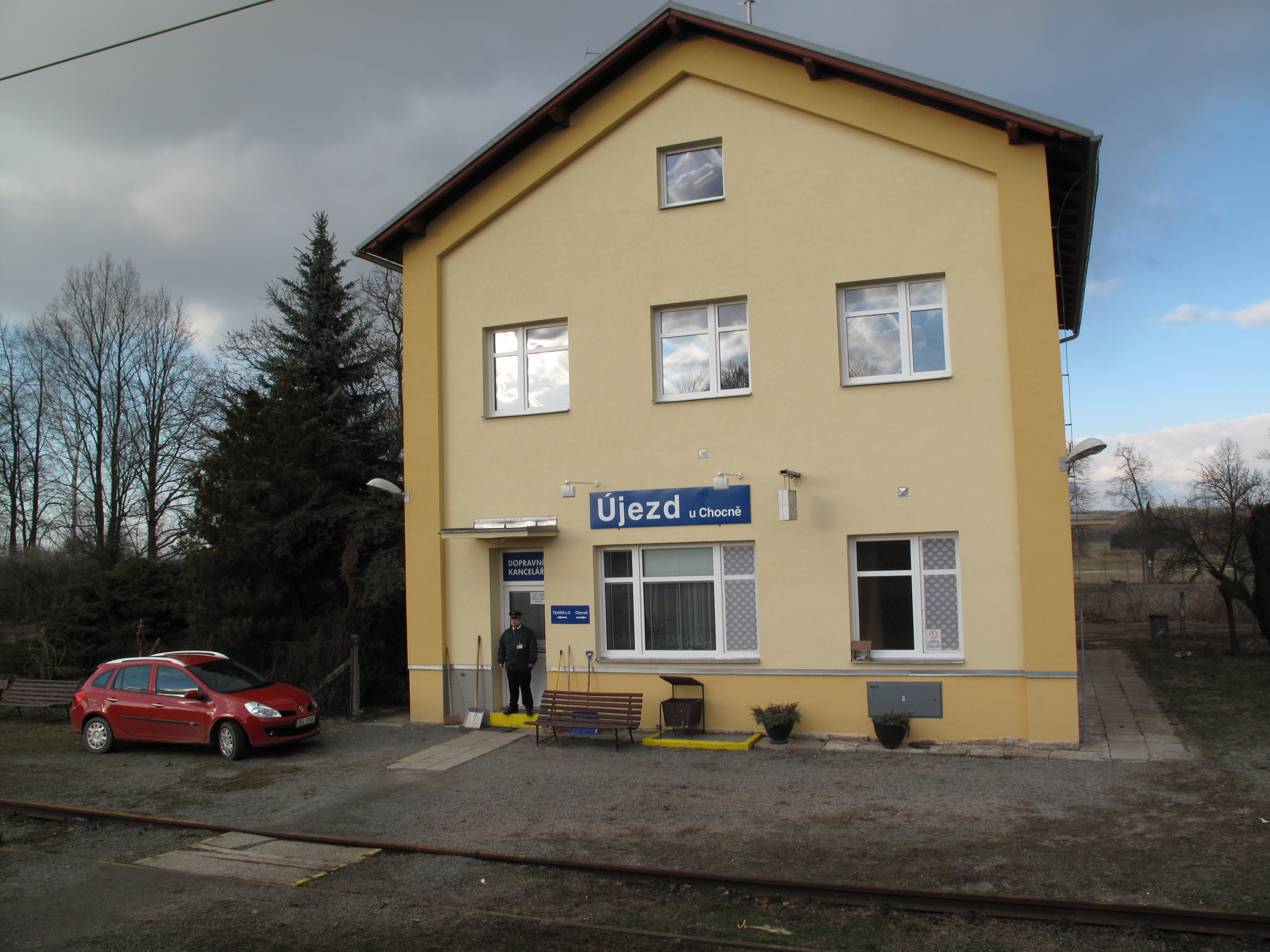
Újezd u Chocně
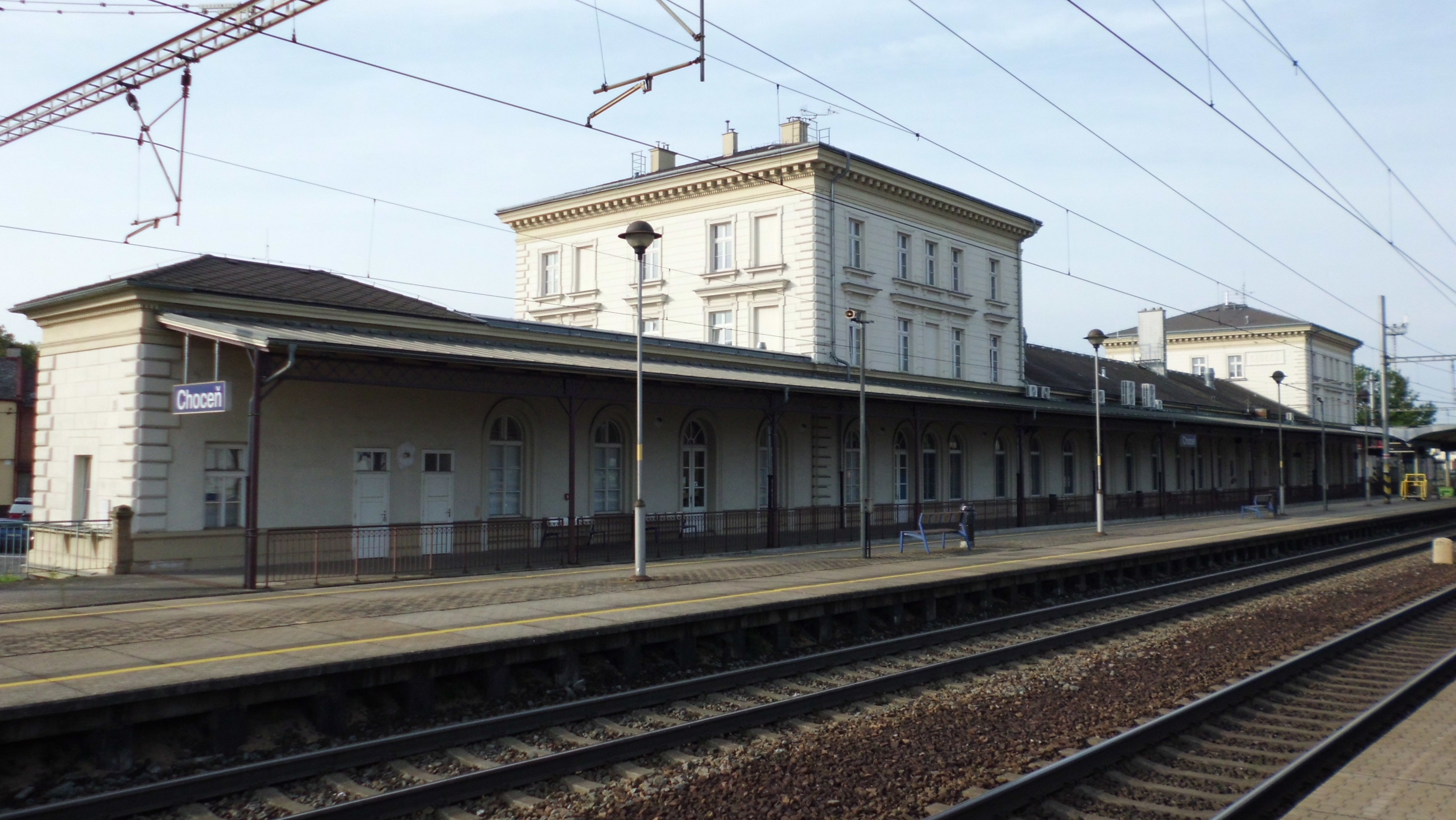
Choceň